# St. Bernhard (Spitzingsee)

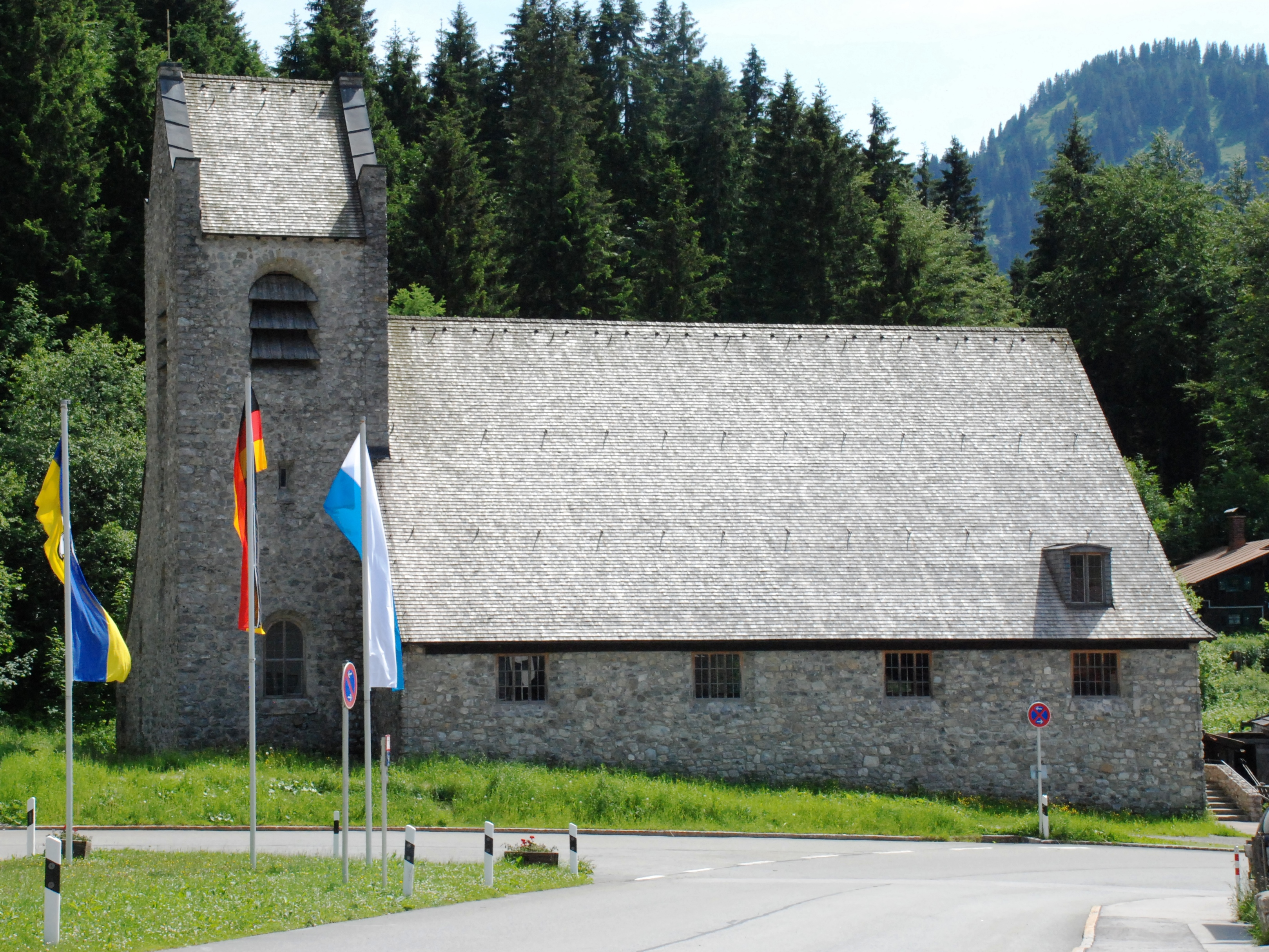
St. Bernhard in Spitzingsee (2011)

St. Bernhard ist eine katholische Filialkirche in Spitzingsee, einem Ortsteil des Marktes Schliersee im oberbayerischen Landkreis Miesbach. Sie ist Filialkirche der Pfarrei St. Josef im Schlierseer Ortsteil Neuhaus. Die Kirche ist dem heiligen Bernhard von Menthon, dem Schutzpatron der Alpenbewohner und Bergsteiger geweiht. Sie ist ein geschütztes Baudenkmal.

## Lage und Architektur
Die Kirche St. Bernhard liegt an der Ostseite des Südteils des Spitzingsees etwa 100 Meter vom Ufer entfernt im Zentrum des Ortes Spitzingsee. Mit der Höhenlage von 1090 m ü. NN ist sie die höchstgelegene, zumindest im Sommer regelmäßig pfarrlich betreute Kirche in Deutschland.
St. Bernhard ist ein Saalbau von etwa 20 Meter Länge und 12 Meter Breite. Ihm schließt sich im Osten ein quadratischer Turm an. Die Mauern sind aus Feldsteinen errichtet. Zusammen mit der gedrungenen Bauweise und dem weit herabgezogenen Dach sowie den kleinen Fenstern wirkt die Kirche deshalb trutzig nach der Art mittelalterlicher Wehrkirchen. Die Satteldächer von Turm und Langhaus sowie der obere Teil des Westgiebels sind schindelgedeckt.
Durch drei beidseitige pfeilerartige Wandverstärkungen im Inneren wird eine Vierjochigkeit des Langhauses angedeutet. Der Altarraum befindet sich im Erdgeschoss des Turmes, an den sich nach Süden die Sakristei anschließt.

## Ausstattung

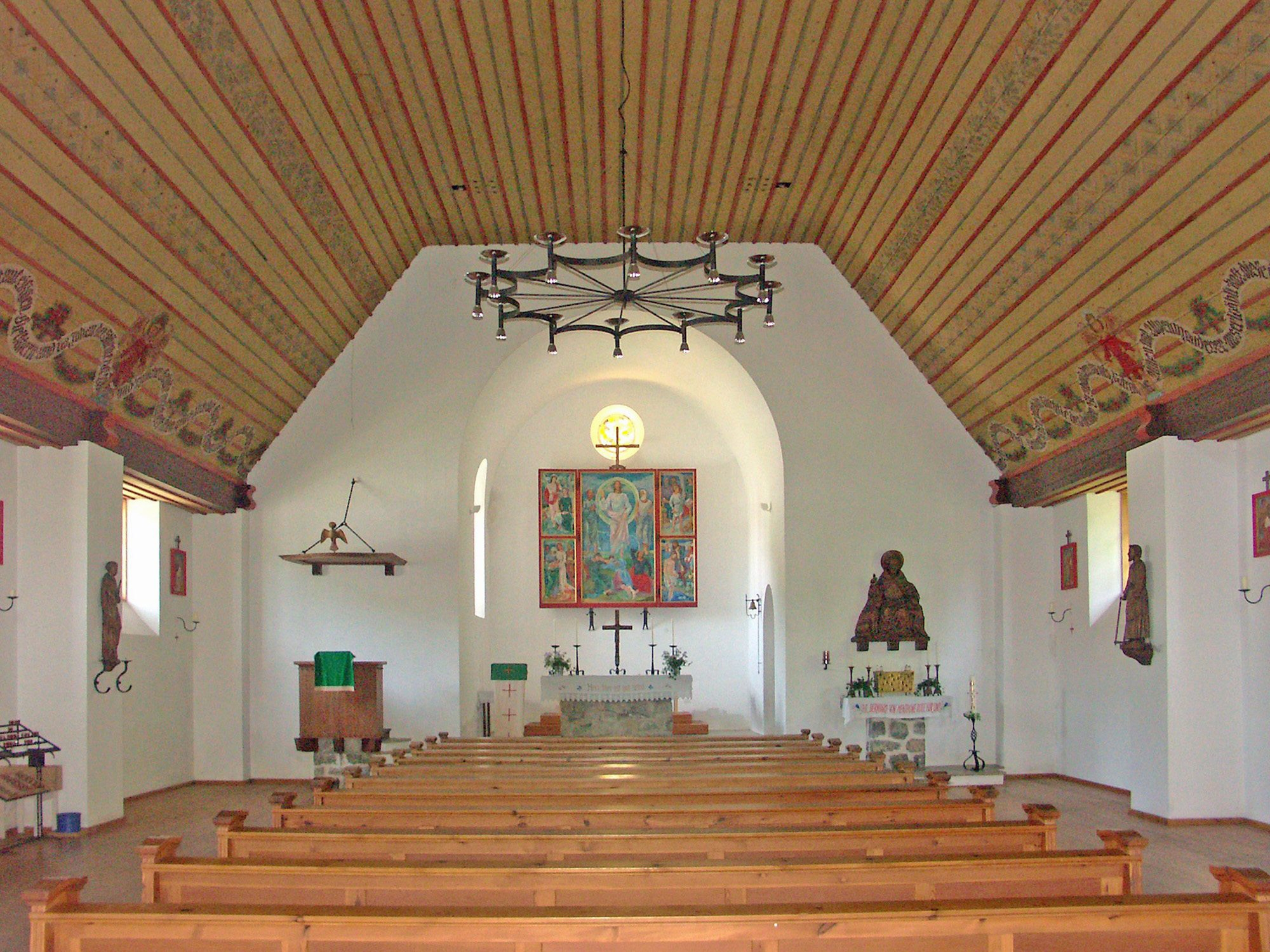
Kirchenraum
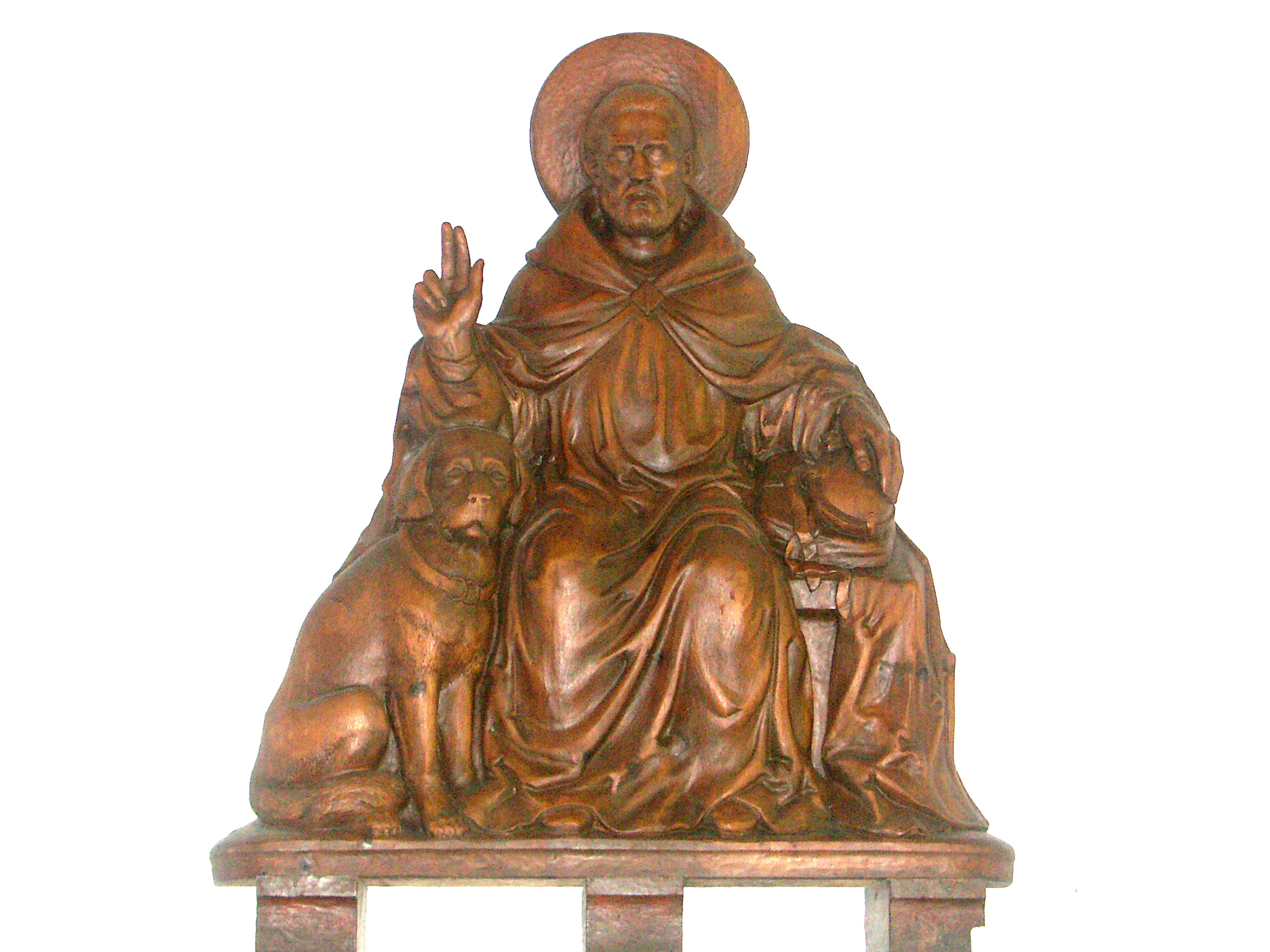
Holzschnitzfigur St. Bernhard

Das dreiflügelige Bild über dem Hochaltar stammt von dem Münchner Maler Franz Nagel (1907–1976). Es zeigt Offenbarungsszenen mit der Verklärung Christi auf dem Berg Tabor im Zentrum.
An der linken Giebelwand des Langhauses befindet sich die einfach gehaltene Kanzel mit einer Taube als Sinnbild des heiligen Geistes auf dem Schalldeckel. Über dem Seitenaltar rechts hängt die von dem Schlierseer Bildhauer Ernst Roth geschaffene Figur des heiligen Bernhard mit seinem Bernhardinerhund.
Weiter finden sich Holzplastiken einer Pietà, einer Madonna und des heiligen Vinzenz als Patron der Holzarbeiter.
Die Holzbretterdecke der Kirche mit einem zwölfarmigen Leuchter ist mit floralen Mustern verziert. An ihrer Unterkante schwingt sich ein Spruchband mit dem Bergsegen von Papst Pius XI., der selbst Bergsteiger gewesen ist:

„Schirme, Herr, durch die Fürbitte des hl. Bernhard, den du als Patron der Almen und Alpenwanderer ausgewählt hast, diese deine Diener und gewähre ihnen in deiner Huld, daß sie im Besteigen unserer Höhen auch auf den Berg gelangen, der da ist Christus, unser Herr. Amen“

## Geschichte
Die Idee zum Bau einer Kirche am Spitzingsee für bergbegeisterte Touristen hatte Anfang der 1930er Jahre der Schlierseer Pfarrer. Er konnte den Erzbischof von München und Freising Michael Kardinal von Faulhaber (1869–1952) für die Idee begeistern und nach Grundstückskauf engagierte dieser den jungen Münchner Architekten Friedrich Haindl (1910–2002) für die Bauplanung.
1937 wurde der Grundstein gelegt, und am 23. Oktober 1938 fand die Einweihung statt. Alle Baumaterialien stammten aus der unmittelbaren Umgebung, da der Kirche eine anderweitige Beschaffung durch die Nationalsozialisten verboten worden war. Während des Baus kam es am 5. Juni 1938 bei einem Wolkenbruch zum Einsturz des Turmes.
1942 kam die Kirche dadurch in Gefahr, dass durch den Bau eines Staudamms zur Elektrizitätsgewinnung der Spiegel des Spitzingsees um 17 Meter angehoben werden sollte, was den Ort samt Kirche überflutet hätte. Durch die Kriegssituation wurden diese Pläne zerschlagen, und Kirche und Siedlung blieben erhalten.